# Closer (film)
Closer este o dramă romantică americană din 2004, regizată și produsă de Mike Nichols și scrisă de Patrick Marber, bazată pe piesa sa premiată din 1997. În distribuție joacă Julia Roberts, Jude Law, Natalie Portman și Clive Owen. Filmul, la fel ca piesa pe care se bazează, a fost văzut de unii ca o versiune modernă și tragică a operei „Così fan tutte” din 1790 a lui Wolfgang Amadeus Mozart și Lorenzo da Ponte, cu referințe la operă atât în intriga, cât și în coloana sonoră. Owen a jucat în piesă în rolul lui Dan, rolul interpretat de Law în film.
Filmul Closer a primit recenzii favorabile și a încasat 115 milioane de dolari la box office. A fost recunoscut cu o serie de premii și nominalizări, inclusiv nominalizări la Premiile Academiei și Globul de Aur, atât pentru Portman, cât și pentru Owen, pentru performanțele lor.

## Rezumat
Într-o dimineață aglomerată la Londra, scriitorul Dan Woolf o întâlnește pe o tânără americancă, după ce aceasta este lovită de o mașină, neatentă la sensul de circulație britanic. După o scurtă vizită la spital, cei doi se opresc în Parcul Poștașului. Dan o întreabă cum o cheamă, iar ea se prezintă drept Alice Ayres. Între ei începe curând o relație.
Un an mai târziu, Dan scrie un roman inspirat din viața lui Alice. În timpul unei ședințe foto pentru promovarea cărții, flirtează cu fotografa americană Anna Cameron. Cei doi se sărută chiar înainte ca Alice să ajungă. În timp ce Alice merge la baie, Dan încearcă să o convingă pe Anna să se întâlnească cu el, însă conversația le este întreruptă de întoarcerea lui Alice.
Alice o întreabă pe Anna dacă îi poate face și ei un portret. Anna acceptă, iar Alice îl roagă pe Dan să le lase singure pentru ședința foto. În timpul fotografierii, Alice îi mărturisește Annei că i-a auzit conversația cu Dan și este surprinsă în fotografii plângând. Deși nu-i spune nimic lui Dan despre cele auzite, relația lor continuă, dar el rămâne obsedat de Anna.
Un an mai târziu, Dan intră într-o cameră de chat erotică, unde ajunge să converseze cu Larry Gray, un dermatolog britanic. Purtându-se ca și cum ar fi Anna, îl convinge pe Larry să se întâlnească la acvariu, loc pe care știe că Anna îl frecventează. Larry merge acolo și, din întâmplare, o întâlnește pe Anna. Își dă seama că a fost victima unei farse. Anna îl informează că, cel mai probabil, Dan a fost în spatele glumei. În mod neașteptat, ea și Larry devin un cuplu.
Patru luni mai târziu, la vernisajul expoziției foto a Annei, Larry o întâlnește pe Alice, pe care o recunoaște dintr-o fotografie în care aceasta plânge. Anna îi confirmă că Alice și Dan sunt un cuplu. Între timp, Dan o convinge pe Anna să înceapă o relație cu el. Cei doi își înșală partenerii timp de un an, în ciuda faptului că Anna se căsătorește cu Larry în acea perioadă.
În cele din urmă, Dan îi mărturisește lui Alice infidelitatea, iar Anna îi spune lui Larry despre aventura ei. Larry îi mărturisește, la rândul său, că a înșelat-o cu o prostituată. Anna și Dan își părăsesc partenerii pentru a fi împreună.
Devastată, Alice se întoarce la meseria de stripteuză. Într-o seară, Larry o reîntâlnește întâmplător într-un club. Când o întreabă cum o cheamă cu adevărat, ea îi spune că numele ei este Jane Jones. Larry o invită să facă sex cu el, dar Alice refuză.

Mai târziu, Larry și Anna se întâlnesc pentru a semna actele de divorț. Larry o șantajează emoțional: îi promite că va semna doar dacă se culcă cu el. Anna acceptă. Ulterior, când îi spune lui Dan că divorțul a fost finalizat, el își dă seama ce s-a întâmplat și își pierde încrederea în ea, devenind furios.

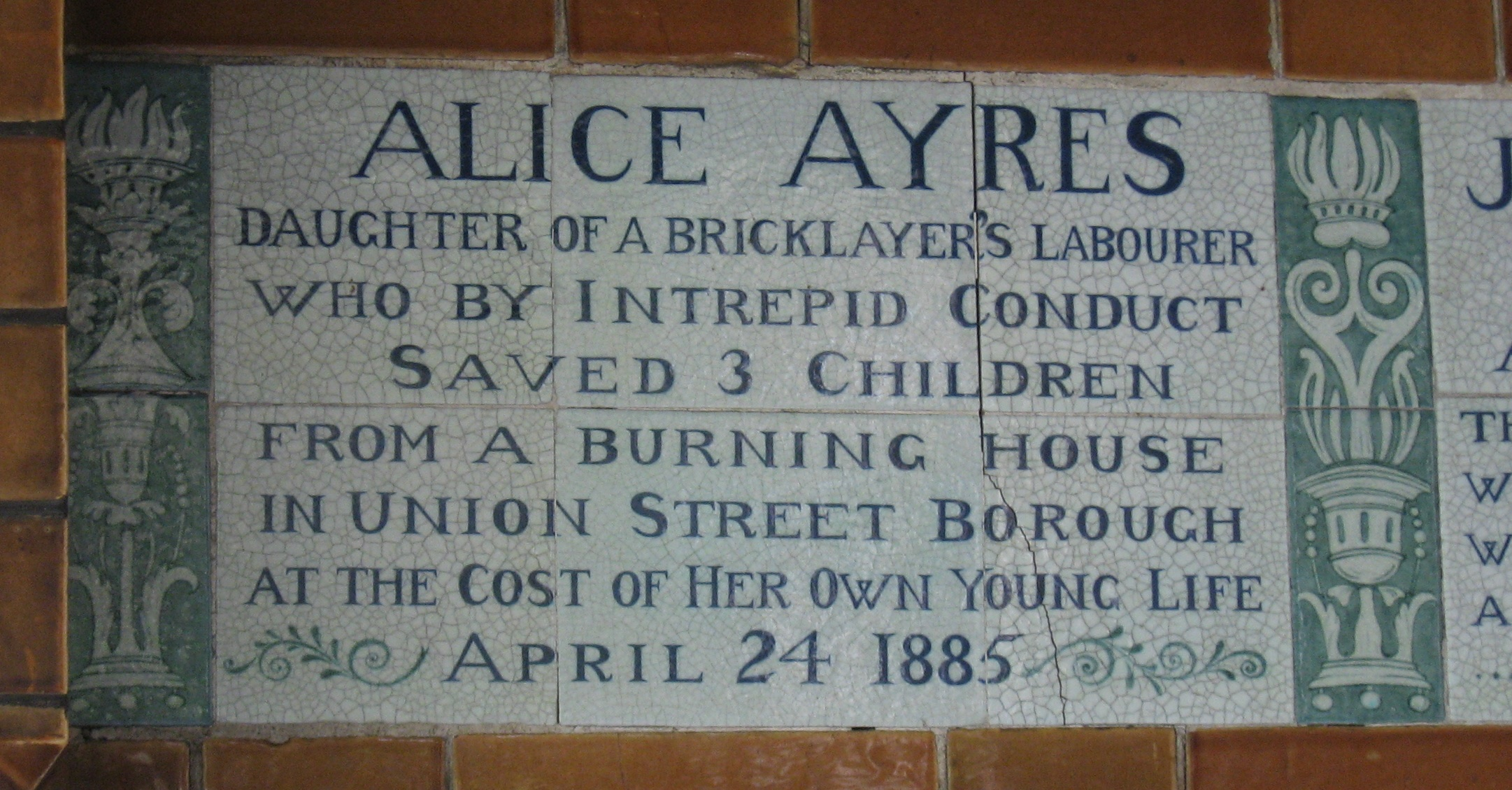
Placa Alice Ayres din Memorialul Eroicului Auto-Sacrificiu, Parcul Postașului, Londra

Disperat, Dan îl confruntă pe Larry, încercând să o recâștige pe Anna. Larry îi spune că Anna nu a depus niciodată actele semnate și îl sfătuiește să se întoarcă la Alice. Dan revine la Alice, iar ea îl primește înapoi. Cei doi planifică o vacanță în Statele Unite. Într-o cameră de hotel de lângă Aeroportul Gatwick, sărbătoresc împăcarea și rememorează momentul în care s-au cunoscut.
Când Dan aduce vorba despre Larry și o întreabă dacă s-a culcat cu el, Alice neagă la început, dar apoi admite că da, și că nu îl mai iubește pe Dan. Deși el o iartă, Alice insistă că relația lor s-a încheiat și îl roagă să plece. Cearta culminează cu o palmă pe care i-o dă lui Dan.
În final, Larry și Anna sunt din nou împreună, iar Alice se întoarce singură în New York. La controlul pașapoartelor, numele real de pe documentul ei este dezvăluit: Jane Jones. Se dovedește astfel că și-a mințit partenerul timp de patru ani, dar i-a spus adevărul lui Larry, chiar dacă acesta nu a crezut-o.
Întors în Londra, Dan revine în Parcul Poștașului și observă numele „Alice Ayres” gravat pe plăcile Memorialului Eroicului Sacrificiu de Sine - o tânără care, cu prețul propriei vieți, a salvat trei copii dintr-un incendiu.

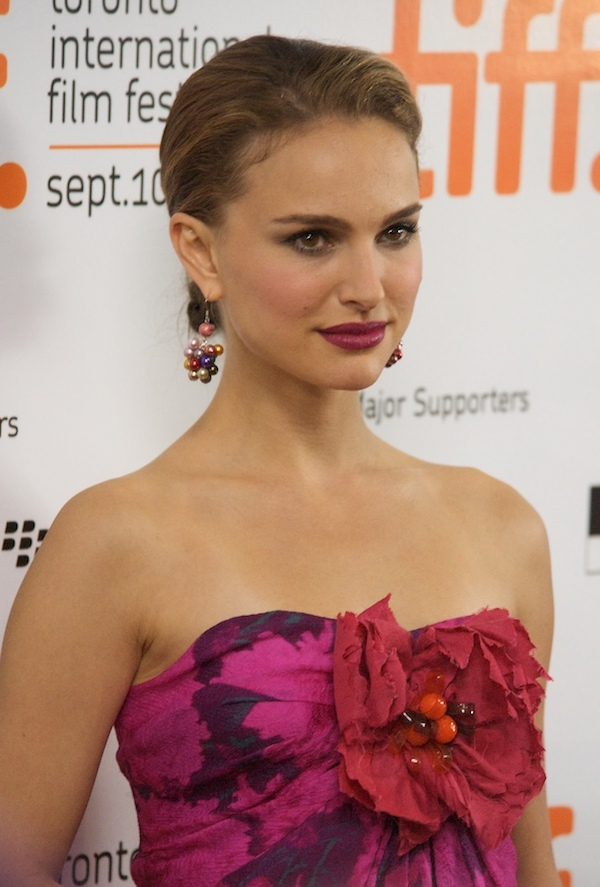
Natalie Portman (Alice Ayres / Jane Jones)

Ultima scenă, asemănătoare celei de început, o arată pe Jane mergând singură pe o stradă din New York, privită insistent de mai mulți bărbați. Traversează o trecere de pietoni pe care semnalul luminează „Nu mergeți”.

## Distribuție
- Julia Roberts - Anne Cameron
- Jude Law - Daniel „Dan” Woolf
- Natalie Portman - Alice Ayres / Jane Jones

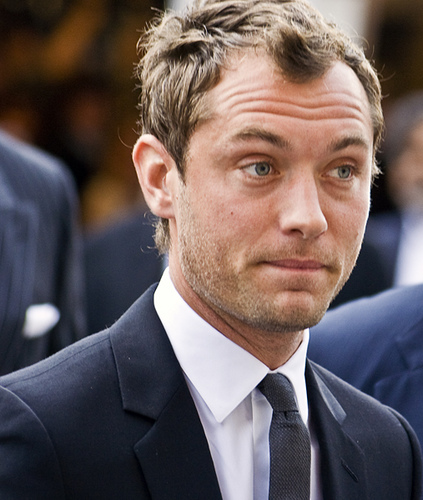
Jude Law (Daniel „Dan” Woolf)

- Clive Owen - Larry Gray
- Nick Hobbs - taximetrist
- Colin Stinton - ofițerul vamal

## Producție

### Filmare
Cate Blanchett a fost distribuită inițial în rolul Annei, dar a trebuit să renunțe la film în septembrie 2003, înainte de începerea filmărilor, când a rămas însărcinată cu al doilea fiu al ei, Roman. Closer a fost filmat la Elstree Film and Television Studios și în locații din Londra.

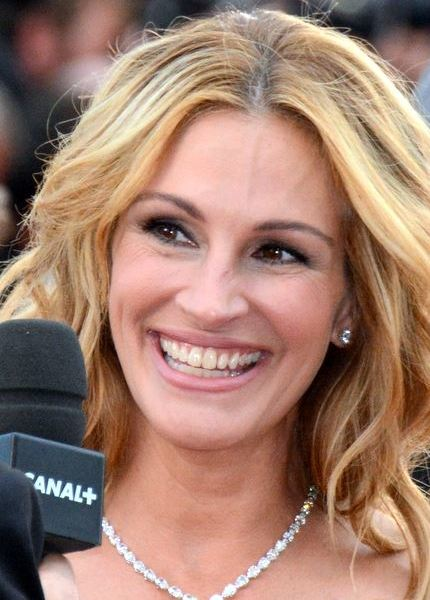
Julia Roberts (Anne Cameron)

### Muzică
Tema principală a filmului urmărește opera lui Mozart Così fan tutte, cu referințe la această operă atât în intrigă, cât și în coloana sonoră. Una dintre scenele esențiale se dezvoltă pe fundalul uverturii operei lui Rossini La Cenerentola („Cenușăreasa”). Coloana sonoră conține, de asemenea, cântece de Jem, Damien Rice și Lisa Hannigan, Bebel Gilberto, The Devlins, The Prodigy și The Smiths. Muzica cântărețului de folk irlandez Damien Rice este prezentată în film, în special piesa „The Blower's Daughter”, ale cărei versuri au paralele cu multe dintre temele filmului. Notele de deschidere din cântecul lui Rice „Cold Water” sunt folosite și ele în mod repetat, în special în scenele din parcul memorial. Rice a scris un cântec intitulat „Closer”, care era destinat utilizării în film, dar nu a fost finalizat la timp.

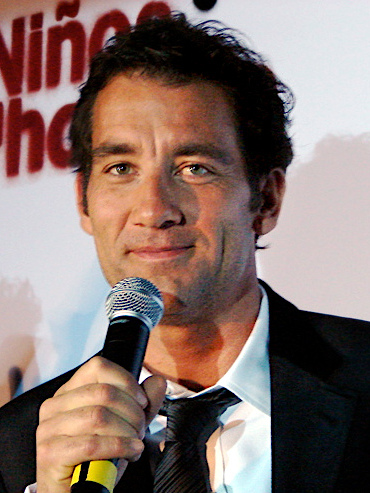
Clive Owen (Larry Gray)

## Recunoaștere

### Reacție critică
Site-ul agregator de recenzii Rotten Tomatoes acordă filmului un scor de aprobare de 67%, bazat pe 208 de recenzii, și o notă medie de 6,60/10. Consensul criticilor site-ului afirmă: „Distribuția talentată a filmului Closer și regia sigură de sine a lui Mike Nichols contribuie la o călătorie anevoioasă de la scenă la ecran.” Un alt agregator de recenzii, Metacritic , arată un scor mediu ponderat de 65 din 100, bazat pe 42 de recenzii, indicând recenzii „în general favorabile”.
Roger Ebert, scriind pentru Chicago Sun-Times, a spus despre oamenii implicați în film: „[s]unt cu toții atât de elocvenți, ceea ce este înviorător într-o perioadă în care limbajul literar și evocator a fost devalorizat în filme”. Peter Travers, scriind pentru Rolling Stone, a spus: „Filmul hipnotic și tulburător Closer al lui Mike Nichols vibrează cu erotism, râsete asurzitoare și interpretări dinamite din partea a patru actori atrăgători care fac lucruri categoric neatractive”. Kenneth Turan de la Los Angeles Times a scris: „[i]n ciuda jocului actoricesc implicat și a profesionalismului impecabil al lui Nichols ca regizor, rezultatul final este, pentru a cita unul dintre personaje, «o grămadă de străini triști fotografiați frumos».”
A.O. Scott de la The New York Times a scris: „[S]pre deosebire de majoritatea poveștilor de dragoste din filme, Closer are într-adevăr virtutea imprevizibilității. Problema este că, deși anumite părți sunt provocatoare și puternice, filmul în ansamblu se prăbușește într-un haos de intensitate deplasată.” Într-o recenzie de pe site-ul The Atlantic, Christoper Orr a descris filmul ca fiind „extravagant de prost” și „iremediabil de prostesc, o fantezie cu gura căscată care cumva se confundă cu o excavare neînfricată a cotloanelor întunecate ale sufletului uman”, sugerând că ceea ce ar fi putut funcționa pe scenă a părut „melodramă ostentativă” pe film.
Într-o recenzie din Allmovie, Perry Seibert a lăudat actoria, regia și scenariul, afirmând că Clive Owen „găsește fiecare dimensiune în personajul său alfa-masculin”, Julia Roberts „nu arată nici urmă de conștiință de sine de vedetă de cinema”, Natalie Portman „își înțelege [personajul] pe dinafară și pe dinafară” și afirmând că „cu sincronizarea sa superioară, Nichols le permite fiecăruia dintre acești actori să surprindă fiecare moment amuzant, crud și intim din scenariu”. Peter Bradshaw de la The Guardian a acordat filmului Closer o recenzie de o stea și a declarat că Clive Owen a fost singurul actor care a portretizat „emoții reale” în film, spunând că ceilalți trei actori principali ar fi putut fi doar „parfumuri publicitare”.

### Box office
Closer a fost lansat pe 3 decembrie 2004 în America de Nord. Closer a avut premiera în 476 de cinematografe, dar numărul de cinematografe a crescut după lansarea filmului. Filmul a avut un succes financiar moderat pe plan intern, cu încasări de 33.987.757 de dolari. Un succes imens a urmat pe piața internațională, unde filmul a încasat încă 81.517.270 de dolari; peste 70% din încasările sale mondiale de 115.505.027 de dolari. Filmul a fost produs cu un buget de 27 de milioane de dolari americani.

### Premii și nominalizări
| Premiu                             | Categorie                                | Actori                                                  | Rezultat     |
| ---------------------------------- | ---------------------------------------- | ------------------------------------------------------- | ------------ |
| Academy Awards                     | Best Supporting Actor                    | Clive Owen                                              | Nominalizare |
| Academy Awards                     | Best Supporting Actress                  | Natalie Portman                                         | Nominalizare |
| British Academy Film Awards        | Best Adapted Screenplay                  | Patrick Marber                                          | Nominalizare |
| British Academy Film Awards        | Best Actor in a Supporting Role          | Clive Owen                                              | Câștigat     |
| British Academy Film Awards        | Best Actress in a Supporting Role        | Natalie Portman                                         | Nominalizare |
| Golden Globe Awards                | Best Motion Picture – Drama              | Patrick Marber & Mike Nichols                           | Nominalizare |
| Golden Globe Awards                | Best Director                            | Mike Nichols                                            | Nominalizare |
| Golden Globe Awards                | Best Screenplay                          | Patrick Marber                                          | Nominalizare |
| Golden Globe Awards                | Best Supporting Actor                    | Clive Owen                                              | Câștigat     |
| Golden Globe Awards                | Best Supporting Actress                  | Natalie Portman                                         | Câștigat     |
| American Screenwriters Association | Discover Screenwriting Award             | Patrick Marber                                          | Nominalizare |
| National Board of Review           | Best Acting by an Ensemble               | Jude Law, Clive Owen, Natalie Portman and Julia Roberts | Câștigat     |
| Las Vegas Film Critics Society     | Best Supporting Actor                    | Clive Owen                                              | Câștigat     |
| Broadcast Film Critics Association | Best Acting Ensemble                     | Jude Law, Clive Owen, Natalie Portman and Julia Roberts | Nominalizare |
| Broadcast Film Critics Association | Best Supporting Actor                    | Clive Owen                                              | Nominalizare |
| Broadcast Film Critics Association | Best Supporting Actress                  | Natalie Portman                                         | Nominalizare |
| Online Film Critics Society        | Best Adapted Screenplay                  | Patrick Marber                                          | Nominalizare |
| Online Film Critics Society        | Best Supporting Actor                    | Clive Owen                                              | Nominalizare |
| Online Film Critics Society        | Best Supporting Actress                  | Natalie Portman                                         | Nominalizare |
| Satellite Award                    | Best Adapted Screenplay                  | Patrick Marber                                          | Nominalizare |
| Satellite Award                    | Best Supporting Actor – Motion Picture   | Clive Owen                                              | Nominalizare |
| Satellite Award                    | Best Supporting Actress – Motion Picture | Natalie Portman                                         | Nominalizare |
| Satellite Award                    | Best Film Editing                        | John Bloom and Antonia Van Drimmelen                    | Nominalizare |
| New York Film Critics Circle       | Best Supporting Actor                    | Clive Owen                                              | Câștigat     |
| Toronto Film Critics Association   | Best Supporting Actor                    | Clive Owen                                              | Câștigat     |
| San Diego Film Critics Society     | Best Supporting Actress                  | Natalie Portman                                         | Câștigat     |
| Teen Choice Awards                 | Choice Movie Actress: Drama              | Natalie Portman                                         | Nominalizare |

## Alte medii
Closer a fost lansat pentru prima dată pe VHS și DVD pe 29 martie 2005 și pe Blu-ray pe 22 mai 2007.